# Glasmodelle der Blaschkas

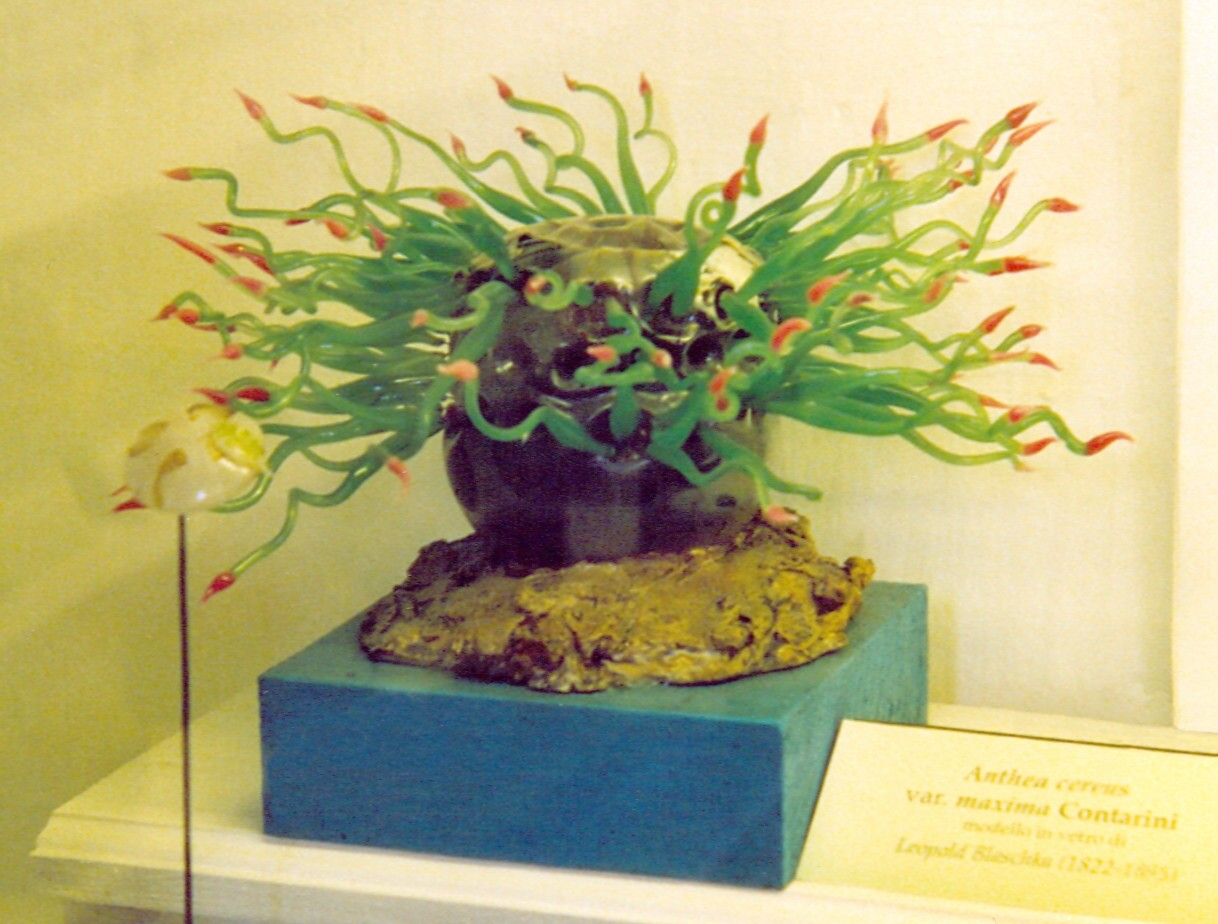
Glasmodell einer Seeanemone

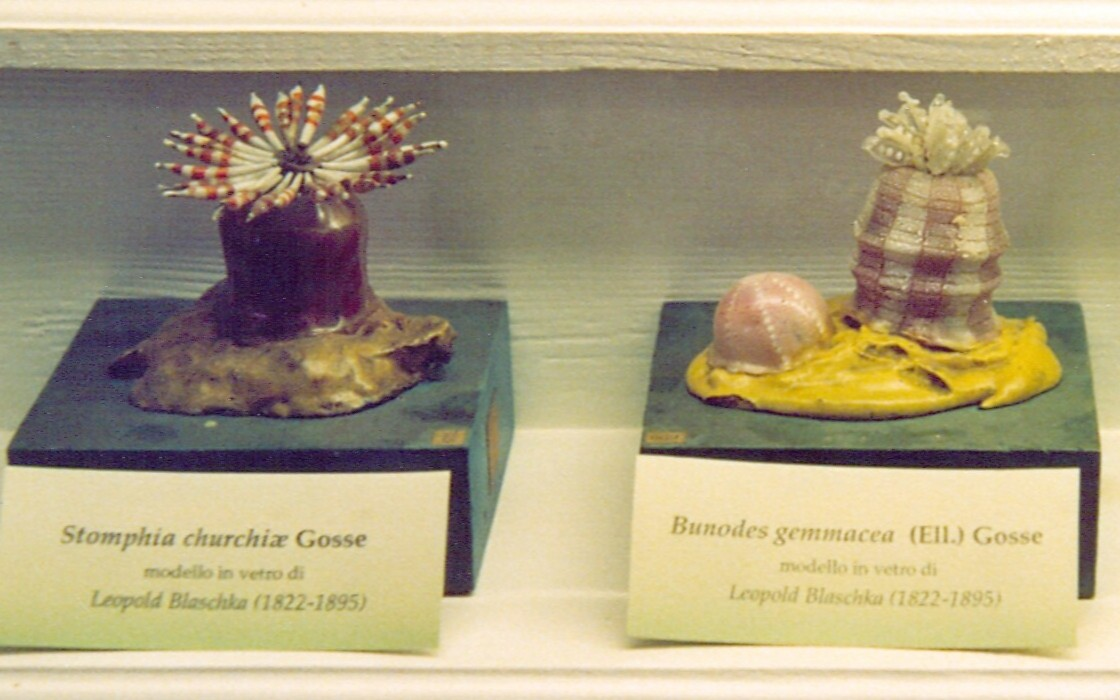
Glasmodelle von Seeanemonen

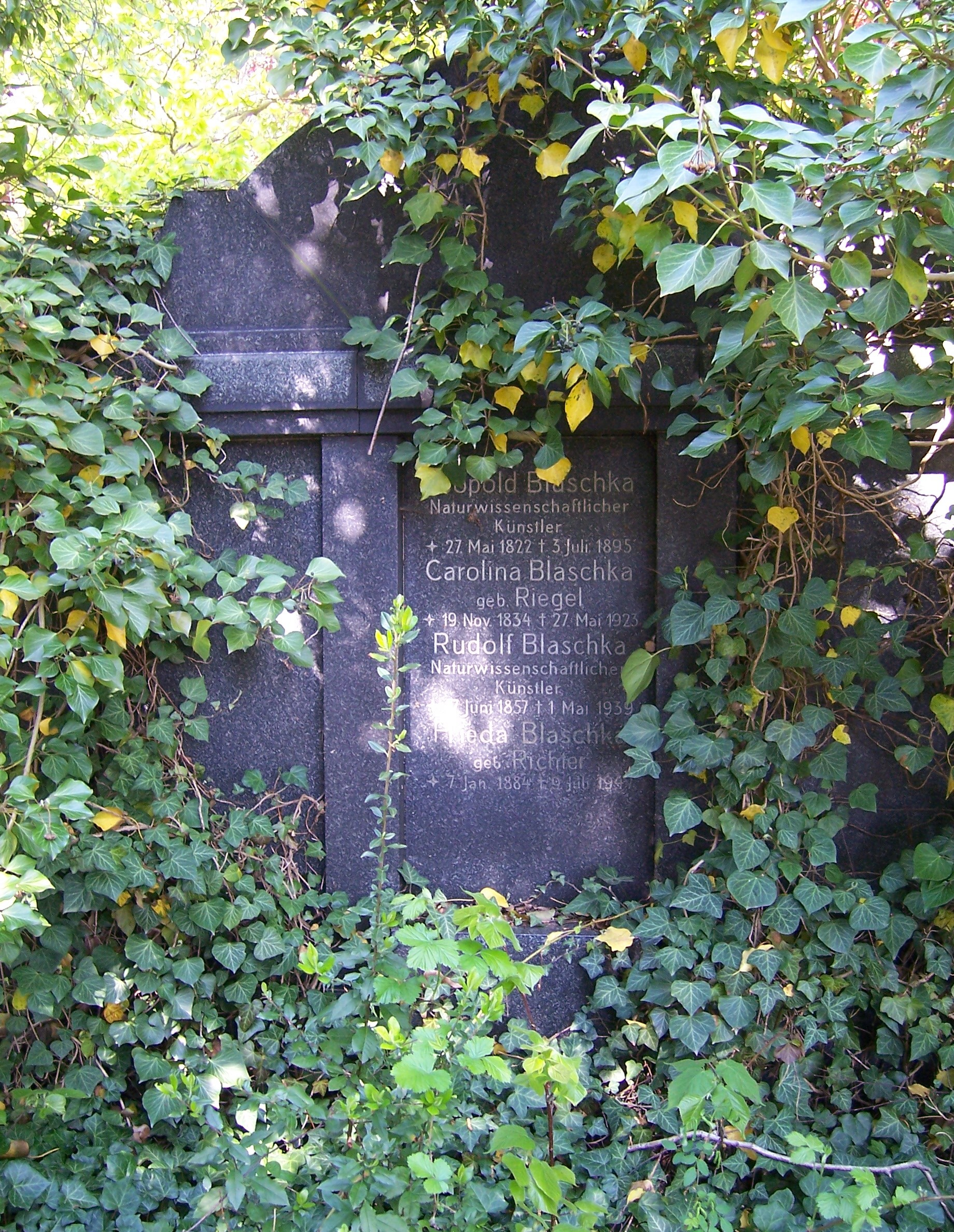
Grab von Leopold und Rudolf Blaschka auf dem neuen Hosterwitzer Friedhof

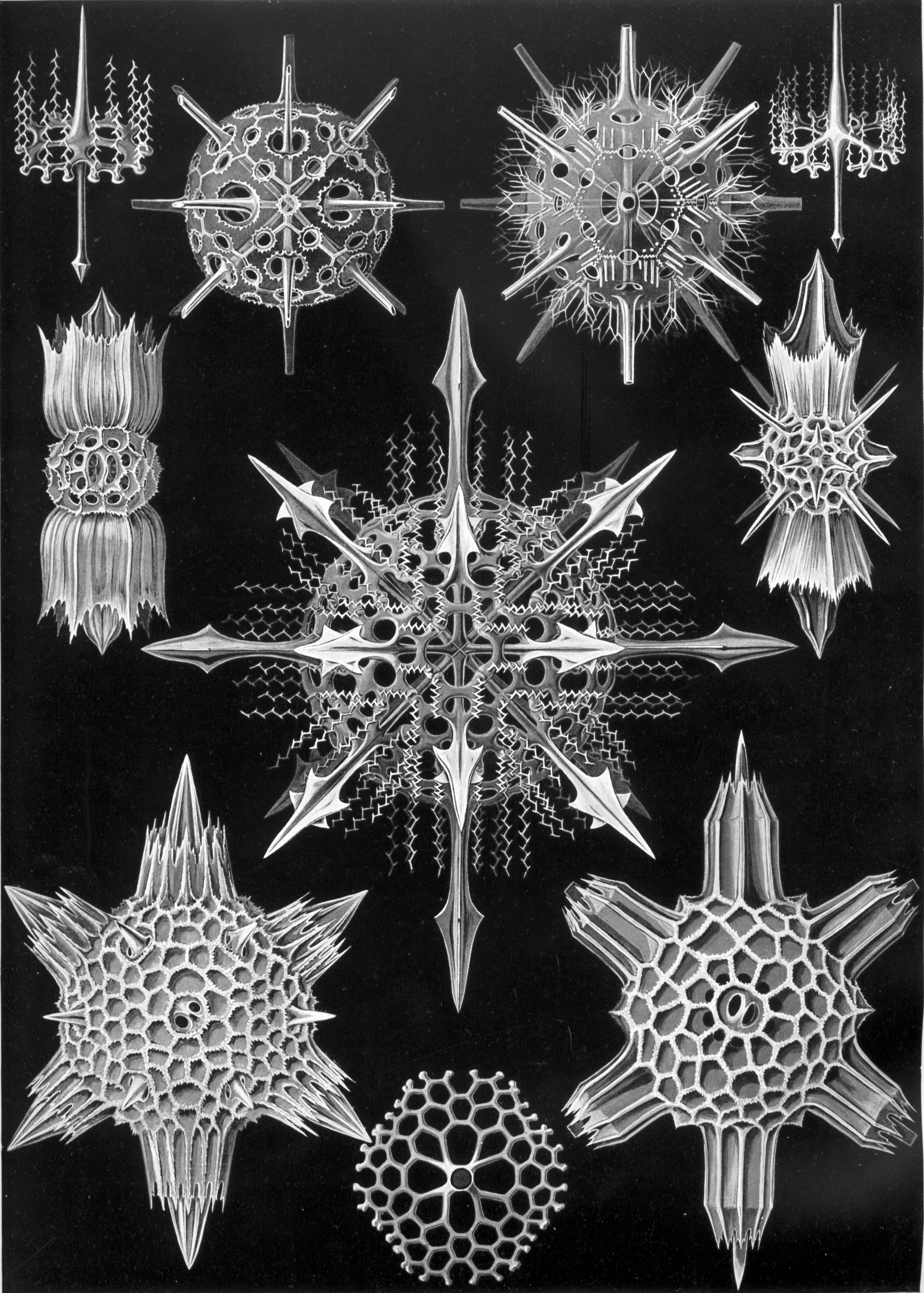
Diese von Haeckel gezeichnete Kieselalgendarstellung diente den Blaschkas als Vorlage für ihre Modelle über diese Spezies.

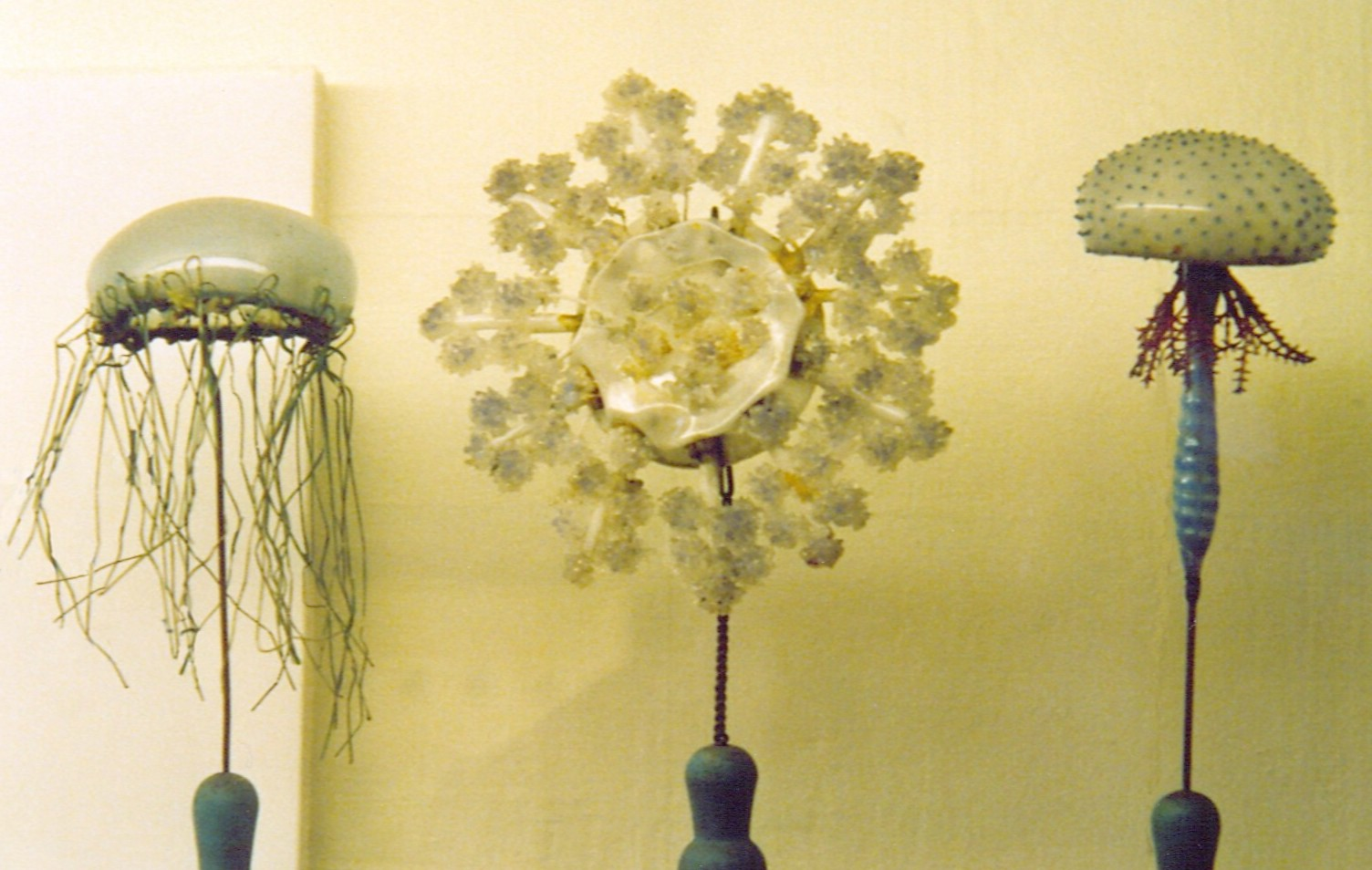
Glasmodelle von Quallen

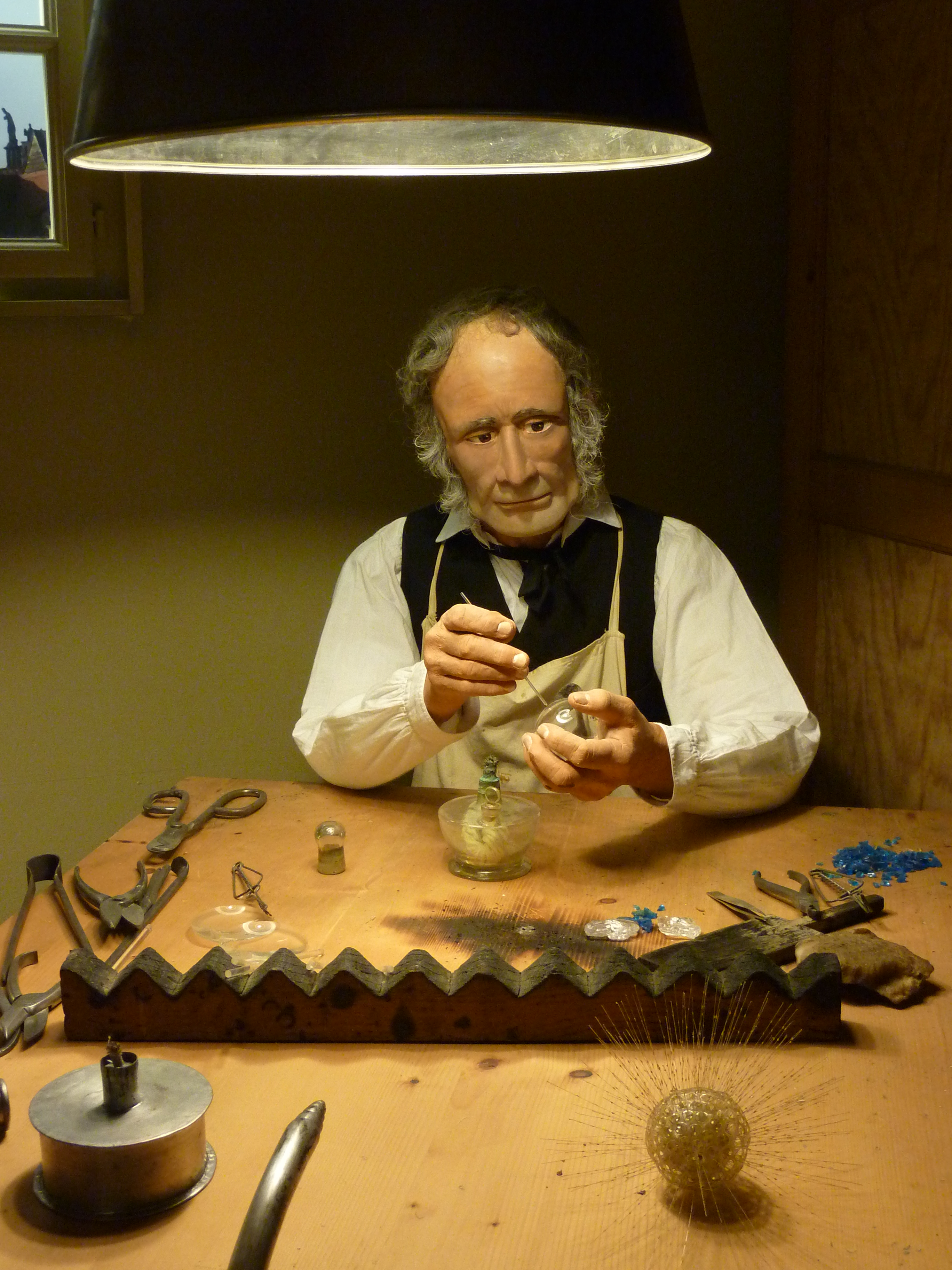
Originalgetreue Nachbildung der Blaschka-Werkstatt im Naturhistorischen Museum Genf

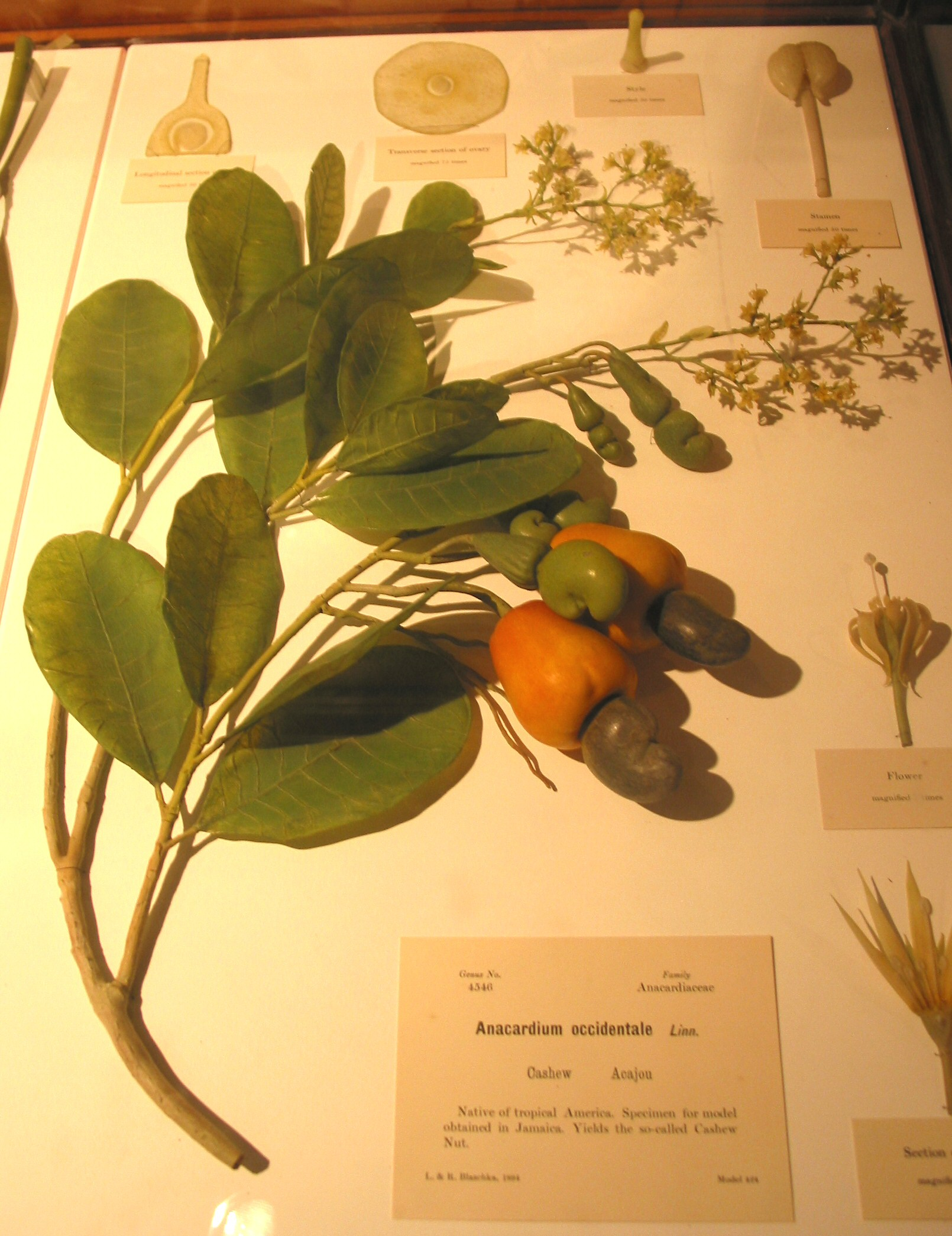
Glasmodell eines Kaschubaumzweiges mit Blütendetails im Harvard Museum of Natural History

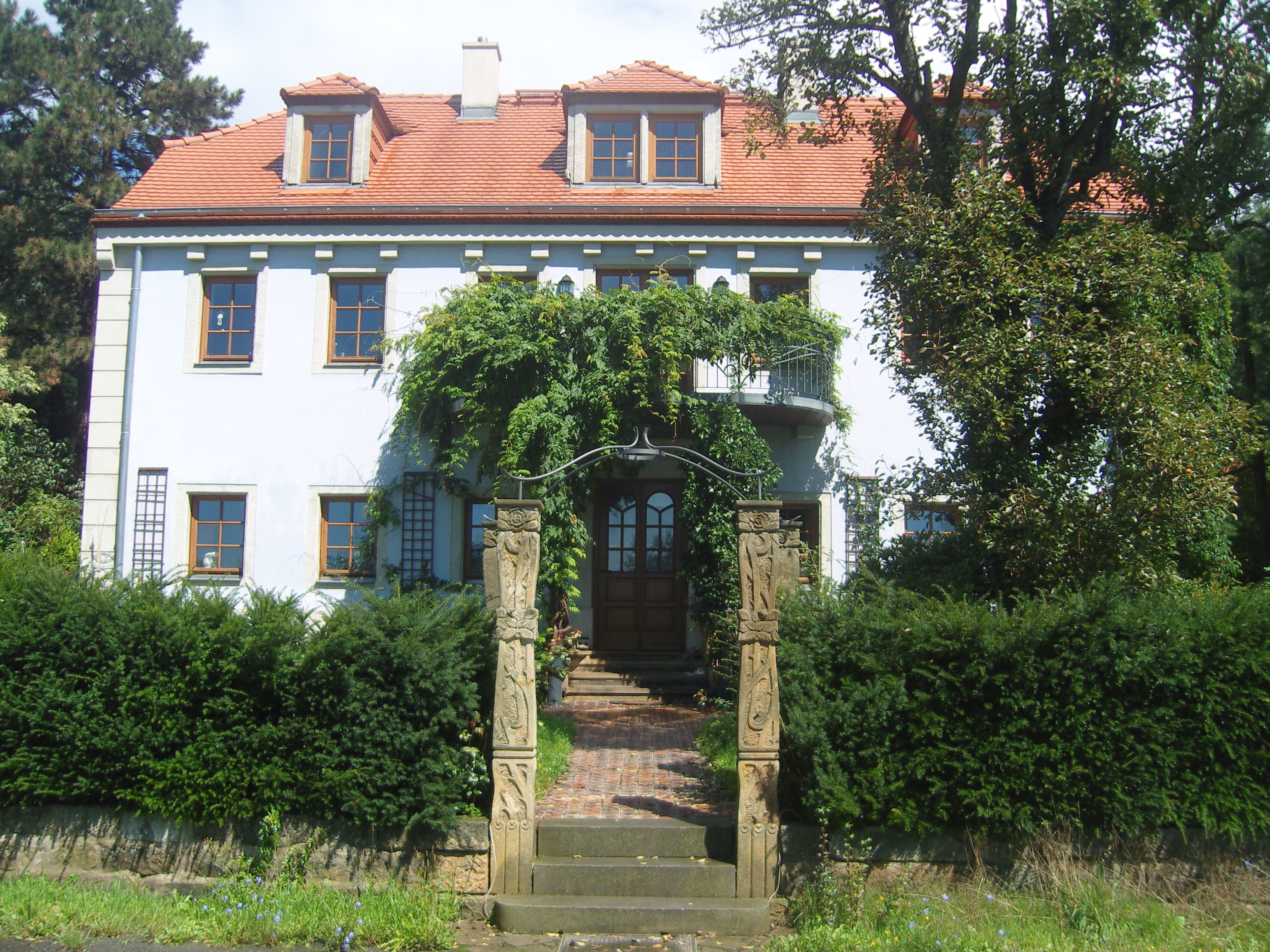
Blaschka-Haus in Dresden-Hosterwitz

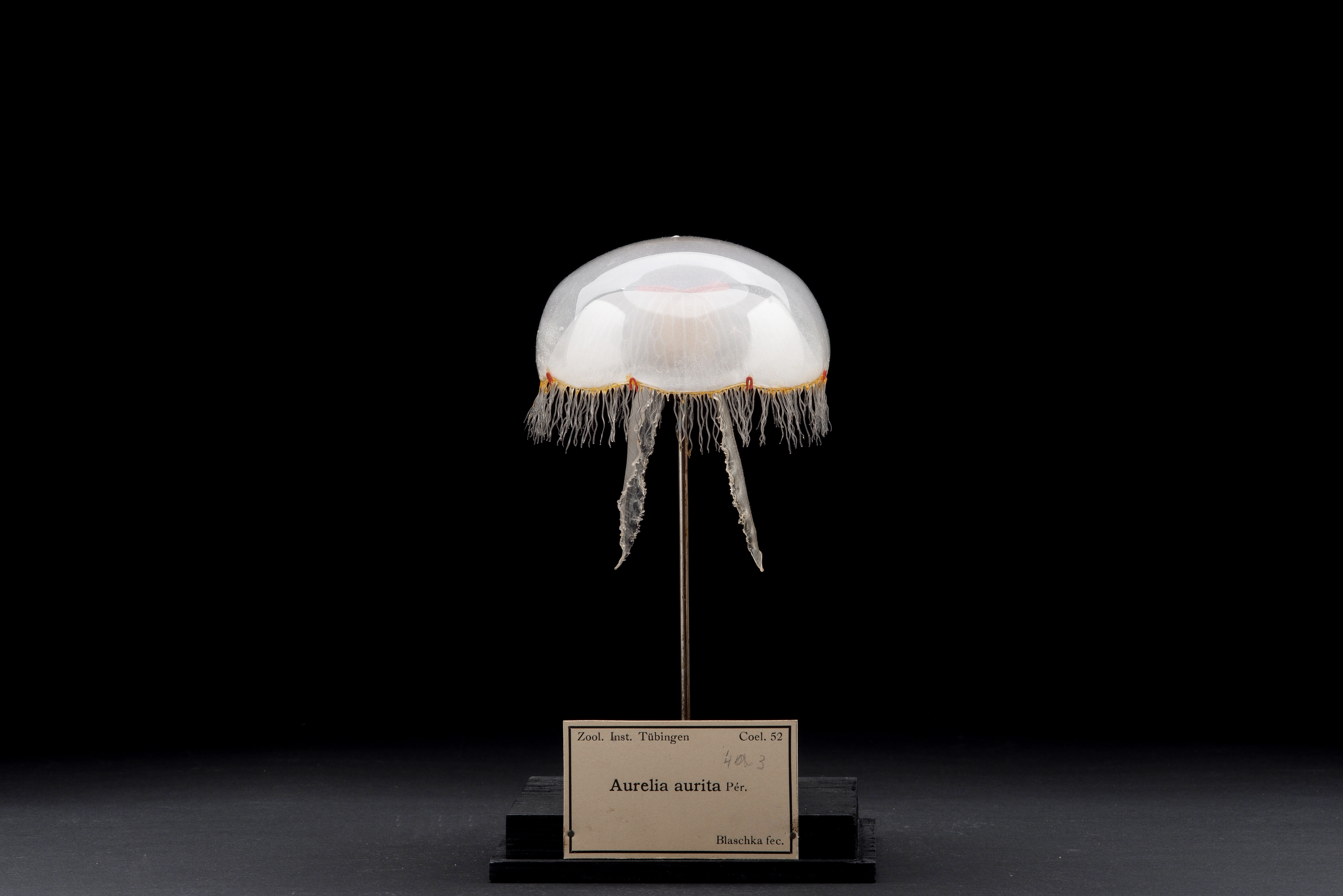
Glasmodell einer Ohrenqualle, um 1885, Leopold und Rudolf Blaschka, Dresden, Zoologische Sammlung der Universität Tübingen, Foto: Museum der Universität Tübingen MUT, Valentin Marquardt

Die Glasmodelle der Blaschkas sind eine berühmte Sammlung sehr realitätsnaher Glasdarstellungen botanischer und zoologischer Motive. Sie wurden ab 1863 von den Glaskünstlern Leopold Blaschka (1822–1895) und seinem Sohn Rudolf Blaschka (1857–1939) gefertigt.

## Die Blaschkas

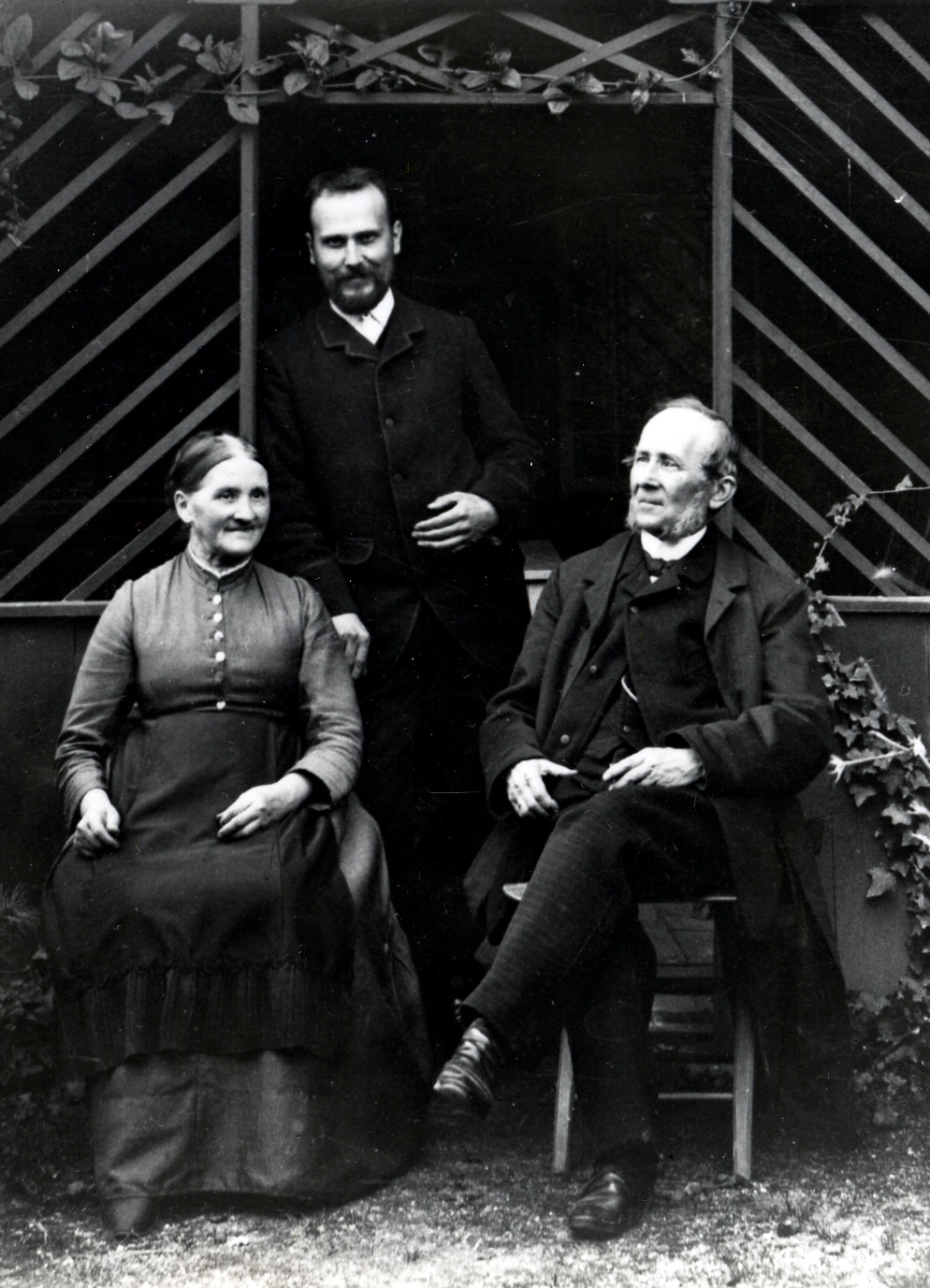
Karoline, Rudolf und Leopold Blaschka

### Leopold Blaschka
Er kam im Juli 1822 in Böhmisch Aicha in Nordböhmen zur Welt. Seine Eltern waren Franziska Blaschke geb. Kočwár und der Mechaniker Josef Blaschke (1779–1851). Seine Vorfahren waren seit 300 Jahren Glasbläser gewesen. Leopold absolvierte eine Ausbildung zum Goldschmied und eine zum Glasbläser. Bei letzterer entwickelte er das Glasspinnen, welches feinste Arbeiten möglich macht. Er schliff aber auch Steine und Metalle. Später machte er sich selbstständig, indem er Glasaugen produzierte. 1850 änderte er seinen Nachnamen von Blaschke in Blaschka.
Seine erste Ehefrau starb Anfang der 1850er Jahre. Am 8. Mai 1853 bestieg Blaschka in Bremen die Segelfregatte Pauline mit dem Ziel USA, da seine Gesundheit angeschlagen war und er diese während der Fahrt kurieren wollte. Er kam am 29. Juni 1853 in New York City an. In Amerika wollte er sich ein paar Monate als Handwerker verdingen. Nach seiner Rückkehr heiratete er ein zweites Mal. Am 6. November 1854 gab er Karolina Riegel (1834–1923) in Böhmisch Aicha das Jawort. Das Paar hatte ein Kind, Rudolf Blaschka (1857–1939). Leopold Blaschka starb 1895 in Hosterwitz; sein Grab befindet sich auf dem Hosterwitzer Friedhof in Dresden.

### Rudolf Blaschka
Rudolf Blaschka (auch Rudolph Blaschka) wurde am 17. Juni 1857 in Böhmisch Aicha geboren. Die Eltern waren Karolina Blaschka geb. Riegel (1834–1923) und der Glasbläser und Modellmacher Leopold Blaschka (1822–1895). Seine Eltern wollten ihrem Sohn die bestmögliche Schulausbildung zukommen lassen, deshalb zog die Familie 1863 nach Dresden um. Hier wechselte sie einige Male den Wohnort (Kleine Schießgasse 2, ab 1877 Kaulbachstraße 11), bevor sie ein Haus mit Werkstatt in Hosterwitz bezog. Der Ort gehörte damals noch nicht zur Stadt.
Rudolf Blaschka beschäftigte sich intensiv mit der Flora Mitteldeutschlands sowie der Fauna des Mittelmeeres, der Nord- und Ostsee. Er besuchte regelmäßig die Fachbibliothek der Leopoldina. Im Jahr 1880 wurde er korrespondierendes Mitglied der naturwissenschaftlichen Gesellschaft Isis. In den Jahren 1892 und 1895 reiste er jeweils zu Studienzwecken in die USA. Seine zweite Reise wurde jedoch 1895 vom Tod seines Vaters unterbrochen. Der junge Blaschka hatte auf seinen Reisen mehrere Hundert Zeichnungen und Notizen zu Aussehen, Farbunterschieden, Behaarung und anderer Eigenarten amerikanischer Pflanzen angefertigt. Rudolf Blaschka heiratete am 15. Mai 1911 in Hosterwitz Mathe Frieda Richter (1884–1947).
Er starb am 1. Mai 1939 in Hosterwitz und hinterließ seine Frau aber keine Kinder. Er wurde wie auch sein Vater auf dem Hosterwitzer Friedhof beigesetzt und in den Totenbüchern der Gemeinde Maria am Wasser vermerkt.

## Das Werk
Die Blaschkas wurden berühmt, da sie Hunderte von Glasmodellen von Meerestieren und -pflanzen fertigten.
Den Anstoß hierzu gab vermutlich ein Engländer, der Leopold Blaschka um 1863 fragte, ob es möglich wäre, für ein Aquarium Seeanemonen aus Glas zu blasen, „da diese Tiere so vergänglich sind“. Blaschka kam dem Wunsch nach und fokussierte seine Arbeit schon bald nur noch auf derartige Glasbläsereien.

### Bis 1880
Im Jahr 1871 veröffentlichte Leopold einen ersten Katalog, in dem er seine Werke für „maritime Aquarien“ und als „eine Zierde für elegante Zimmer“ anpries. In der Folgezeit, bis etwa 1880, modellierte er – ab etwa 1875 auch zusammen mit seinem Sohn – eine Kollektion von rund 700 Modellen wirbelloser Meeresorganismen und Tausende von einzelnen Stücken, die in rund 70 Länder auf nahezu allen Kontinenten (etwa Japan, Italien, England, Polen, Russland, Australien und Indien) verschifft wurden. Die Glasmodelle der Blaschkas waren auf Grund ihrer Detailgenauigkeit begehrte Anschauungs- und Studienobjekte an Schulen und Universitäten, da es noch keine wirkungsvollen Konservierungsmittel für echte Lebewesen gab.
Die Vorlagen für die Werke hatten die Blaschkas wie oben erwähnt zum großen Teil selbst gezeichnet. Sie bedienten sich jedoch auch der sehr genauen Zeichnungen von Ernst Haeckel. In knapp 17 Jahren entstanden über 1.900 zoologische Glasmodelle.

### Bis 1939
Ab etwa 1881 konzentrierten sich die Glasbläser fast nur noch auf die Fertigung botanischer Modelle. Im Jahr 1886 schlossen sie mit Professor George Lincoln Goodale von der US-amerikanischen Harvard University einen Vertrag über die Lieferung von mehreren Tausend Glasblumen an die Universität ab.
Im Jahr 1890 wurden noch einmal 700 Tiermodelle gefertigt. Drei Jahre später durften die Blaschkas ihre Arbeiten auf der World’s Columbian Exposition in Chicago präsentieren. Nach dem Tod Leopold Blaschkas führte sein Sohn die Arbeit bis etwa 1936 weiter.

### Aufbewahrung und heutige Situation
Längst nicht alle Glasmodelle haben die Jahrzehnte überstanden. Transport, Lagerung und zum Teil auch die Kriegswirren führten zu zahlreichen Verlusten. Nachfolgend sind einige Orte aufgeführt, von denen man weiß, dass sie einige Arbeiten der Blaschkas beherbergen oder beherbergten:

#### Zoologie
- 100 Modelle von Quallen, Seeschnecken und anderen Meerestieren besitzt das Botanische Museum der Natural History Society in Boston.
- 32 Lehrmodelle mariner Wirbelloser (Quallen) befinden sich in der Zoologischen Sammlung des Museums der Universität Tübingen MUT.
- Zwei Exponate befanden sich im Königlichen Zoologischen Museum zu Dresden, dem späteren Tierkundemuseum. Sie wurden im Zweiten Weltkrieg zerstört.
- Nach eigenen Angaben besitzt die Universität von Pisa ebenfalls 52 Modelle von Meerestieren. Gut die Hälfte davon kann im Museo di Storia Naturale e del Territorio betrachtet werden, das in einem Seitenflügel des Kartäuserklosters Certosa de Pisa bei Calci untergebracht ist.
- Im Naturhistorischen Museum Wien sind neben eigenen Modellen seit Herbst 2016 auch Leihgaben aus der 146 Stück umfassenden Sammlung der Universität Wien zu sehen.[4][5] Schon 2015 hatte die Universität dort einige Stücke in einer Sonderausstellung gezeigt.[6] Weitere Modelle befinden sich nach wie vor in den Sammlungen der Universität.[7]
- Die größte Sammlung von Glastieren der Blaschkas in Österreich besitzt das Stift Kremsmünster.[8]
- Das Natural History Museum in London beherbergt eine Sammlung von 187 Modellen mariner Wirbelloser.[9]
- 94 Modelle von Meerestieren[10] befinden sich in der Sammlung des Naturhistorischen Museums der Stadt Genf. Ein Teil dieser Modelle wird in einer 2008 eröffneten Dauerausstellung im Salle Blaschka der Öffentlichkeit präsentiert.[11]
- Auch das Zoologische Museum des Trinity College Dublin stellt Glasmodelle von Meerestieren aus.[12]
- Das Universiteitsmuseum Utrecht (Niederlande) besitzt 86 Glastiere.[13]
- In den USA ist v. a. das Corning Museum of Glass zu nennen, das seine „Blaschkas“ 2016/17 unter dem Titel „Fragile Legacy“ in einer Sonderausstellung gezeigt hat.[14]

#### Botanik
- Etwa 60 Modelle von Orchideen gelangten ins Landesmuseum Lüttich. Sie fielen einem Brand zum Opfer.
- In Berlin existieren noch 32 Modelle, in Görlitz und Gotha je drei, in Rostock neun und in Leipzig sechs.
- Die größte zusammenhängende Sammlung an Glasmodellen der Blaschkas findet man heute im Harvard Museum of Natural History an der Harvard University, die nach einer neuen Inventarisierung 4.300 botanische Objekte enthält. Diese Sammlung ist eine der populärsten Attraktionen der Harvard University, die jährlich über 10.000 Besucher anlockt (Schultes, R.A. & Davis, W.A.: The Glass Flowers at Harvard. Harvard 2004, S. vii, 16). Webpräsentation der Glasblumen: http://hmnh.harvard.edu/glass-flowers

### Anerkennung
Noch heute gelten die Fähigkeiten der Blaschkas als unerreicht. Sogar Forscher der Harvard University konnten die Herstellungstechniken nicht in allen Details nachvollziehen. Da die Blaschkas keine Lehrlinge ausgebildet haben, ging das Wissen um die Fertigung dieser Modelle verloren.
Als Anerkennung der Dienste für die Universität finanziert die Harvard University bis heute die Pflege des Grabes der Familie in Hosterwitz.
Vom 21. Oktober 2023 bis 2. März 2025 findet im Mystic Seaport Museum eine Sonderausstellung unter dem Titel „Spineless: A Glass Menagerie of Blaschka Marine“ statt. Gezeigt werden mehr als 40 Glasmodelle, vor allem wirbellose Meerestiere.

## Inspiration
Heute vermutet man, dass Leopold Blaschka auf seiner USA-Reise, besser gesagt auf der Überfahrt, zur Erstellung der Meereswelt in Glas inspiriert wurde. Das Segelschiff, auf dem er mitfuhr, wurde für zwei Wochen von einer Flaute festgehalten. Während dieser Zeit beobachtete er Meeresleuchten, was ihn offenkundig sehr fasziniert hat. Er schrieb dazu in seinen Aufzeichnungen:

„Wir befinden uns auf einem Segelschiffe im atlantischen Ozean, durch Windstille festgebannt. Da taucht dicht vor uns ein Pünktchen in grellgrünlichem Lichte auf, welches immer größer und größer wird. Bei alledem huscht ein dunkler Punkt, wahrscheinlich ein Fisch, durch die leuchtenden Wesen. Es ist, als wollten sie den entzückten Beobachter in ein Feenreich locken.“

Es ist anzunehmen, dass die Begeisterung über das Schauspiel Blaschka nie wieder losgelassen hat.

## Weblinks

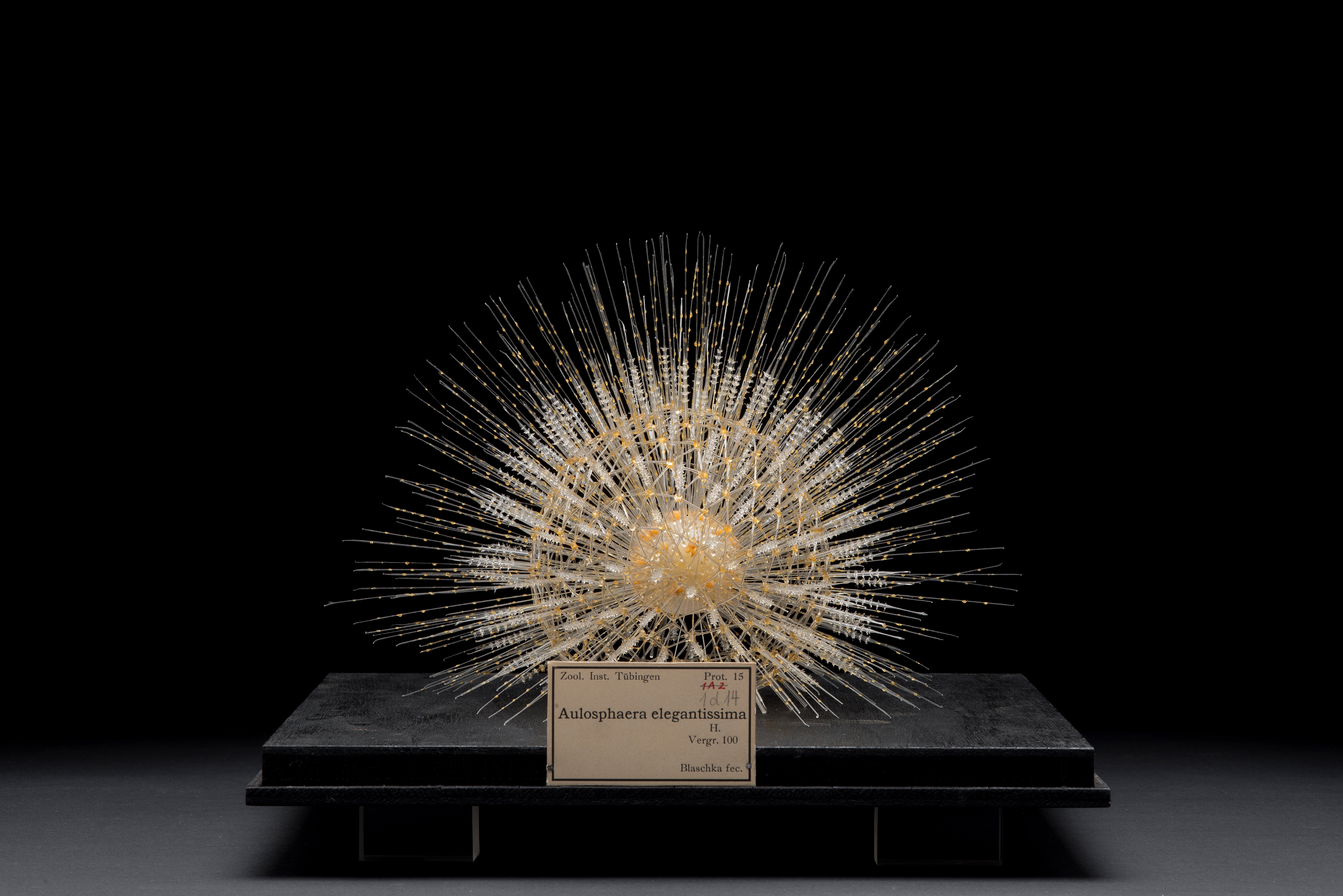
Glasmodell eines Strahlentierchens (Radiolarie), um 1885, Leopold und Rudolf Blaschka, Dresden, Zoologische Sammlung der Universität Tübingen, Foto: Museum der Universität Tübingen MUT, Valentin Marquardt

## Sonstiges
Heute bemüht sich der Verein Naturwissenschaftliche Glaskunst – Blaschka-Haus e. V. um eine museale Gedenkstätte, die das Wirken der Glaskünstler Leopold und Rudolf Blaschka dokumentiert. Außerdem informiert er über das Leben und Werk der beiden Künstler.

### Sammlungen in Deutschland
- Blaschka-Haus e. V. In: blaschka-haus.de.
- Vorstellung der Blaschkas auf den Seiten der Urania in Dresden (Memento vom 8. Juni 2002 im Webarchiv archive.today)

### Sammlungen in den Vereinigten Staaten
- Cornell Collection of Blaschka Invertebrate Models. In: digital.library.cornell.edu. (englisch).
- Blaschka Sea Creatures Cornell Warmus. In: warmus.com. (englisch).
- Suche nach Blaschka (Objekte) – Suche – Corning Museum of Glass. In: glasscollection.cmog.org.
- Alvin Powell: These creatures see dusty duty — Harvard Gazette. In: news.harvard.edu. 6. Dezember 2001 (englisch).
- Steve Bradt: Eclipsed for decades, Harvard's glass animals step out — Harvard Gazette. In: news.harvard.edu. 14. Dezember 2006 (englisch).
- Andrew Brooks: Care for Glass Flowers branches out — Harvard Gazette. In: news.harvard.edu. 16. November 2000 (englisch).

### Sammlungen im Vereinigten Königreich
- Search. In: nhm.ac.uk. (englisch, Suche nach „Blaschka“ auf der Website des Natural History Museum, London).
- Search. In: museum.wales. (englisch, Suche nach „Blaschka“ auf der Website des National Museum Cardiff).
- Blaschka Glass Models of Invertebrates. In: ucl.ac.uk. (englisch, Grant Museum of Zoology des University College London).

### Sammlungen in Italien
- Modelli in Vetro – Fondazione Scienza e Tecnica. In: fstfirenze.it. (italienisch, Collezioni di Scienze Naturali e Applicazioni di Merceologia der Fondazione Scienza e Tecnica in Florenz).